# Fullerö slott
Fullerö slott är ett slott i Västerås-Barkarö socken, Västerås kommun. Slottet är troligen ritat av Jean de la Vallée, och påminner om Riddarhuspalatset i Stockholm. I slottets omgivningar finns Fullerö golfklubb och Fullerö naturreservat.

## Historik
Fullerö som är känt sedan 1200-talet tillhörde medeltiden Västerås domkyrka. Det ägdes av Gustav Vasa, och ätten Bååt, varifrån den genom gifte kom i Axel Oxenstiernas ägo. Därefter kom det till direktör Gavelius, adlad Cronstedt, och tillhör därefter hans ätt, där det blev fideikommiss 1739.
Huvudbyggnaden, en träbyggnad i palatsliknande arkitektur, uppförd 1656 av rikskanslern Erik Axelsson Oxenstierna, restaurerades 1859, och har uppgetts vara ritat av Nicodemus Tessin den äldre men anses numera vara ritat av Jean de la Vallée. Carl Johan Cronstedt sammanförde en större konstsamling på Fullerö, bland annat med skulpturer av Johan Tobias Sergel och Jacques-Philippe Bouchardon.
Den 2 maj 1739 instiftades Fullerö fideikommiss av makarna Jacob Cronstedt och Margareta Beata Grundel. Fideikommissurkunden finns bevarad på Fullerö.
År 1995 beslutade regeringen att förlänga Fullerö Fideikommiss. I regeringsbeslutet från Kulturdepartementet motiveras förlängningen med att Fullerö “utgör en av vårt lands mer betydelsefulla kulturmiljöer” och har ett “synnerligt kulturhistoriskt värde och bör därför inte skingras.
År 1999 förklarade Länsstyrelsen i Västmanland Fullerös herrgårdsanläggning till byggnadsminne. I Länsstyrelsens beslut undertecknat landshövding Jan Rydh motiveras byggnadsminnet med att “Fullerö säteri är en utomordentlig arkitektonisk exponent för svensk stormaktstid” och att “Anläggningen äger i sin helhet med park och omgivande byggnader ett synnerligen stort intresse från kulturhistorisk synpunkt.”
År 2020 ansökte Carl Johan Cronstedt hos regeringen om en förlängning av fideikommisset tills vidare, det vill säga till dess förhållandena är sådana att en avveckling kan genomföras utan att skadliga effekter uppkommer på de kulturhistoriska värden som de kulturvårdade remissmyndigheterna (Kungliga biblioteket, Nationalmuseum, Riksantikvarieämbetet, Riksarkivet och Länsstyrelsen) velat skydda. Vidare ansökte Carl Johan Cronstedt hos Fideikommissnämnden om att ändra successionsreglerna från 1739 så att dessa skulle bli könsneutrala och medföra samma rätt för kvinnor och män att bli innehavare av fideikommisset i det fall regeringen skulle ge bifall till en förlängning. Ansökan avslogs i juni 2022.